# حوزه انتخابیه اصفهان
حوزهٔ انتخابیه اصفهان و ورزنه با نام رسمی حوزهٔ انتخابیه اصفهان و ورزنه  یکی از حوزه‌های استان اصفهان برای انتخابات مجلس شورای اسلامی است. این حوزه به مرکزیت اصفهان ۵ نماینده دارد و شامل شهرستان‌های اصفهان، ورزنه، کوهپایه، جرقویه، هرند می‌باشد

## نمایندگان
دوره اول
1. احمد سلامتیان
2. فتح‌الله امید نجف‌آبادی
3. سید محمد غرضی
4. فضل‌الله صلواتی
5. حسین بهشتی‌نژاد
6. احمد سالک کاشانی
7. مهدی اجیه اژه‌ای
8. سید علی‌اکبر پرورش
9. محی الدین فاضل هرندی

دوره دوم
1. نصرالله صالحی حاجی‌آبادی
2. محمد معزالدین
3. عبدالله نوری
4. محمدرضا واقفی امامزاده
5. محی‌الدین فاضل هرندی

دوره سوم
1. محمدرضا واقفی امامزاده
2. محی‌الدین فاضل هرندی
3. محمد معزالدین
4. محمدکریم شهرزاد
5. احمد سالک کاشانی
6. سید علی‌اکبر پرورش

دوره چهارم
1. مهدی اژه‌ای
2. سید علی‌اکبر پرورش
3. احمد سالک کاشانی
4. محمدکریم شهرزاد
5. حسن کامران دستجردی

دوره پنجم
1. زهرا پیشگاهی‌فرد
2. عبدالرحمان تاج‌الدین
3. حسن کامران دستجردی
4. مصطفی معین
5. نیره اخوان بیطرف
6. ناصر خالقی

دوره ششم
1. عبدالرحمان تاج‌الدین
2. ناصر خالقی
3. احمد شیرزاد
4. رجبعلی مزروعی
5. اکرم مصوری‌منش

دوره هفتم
1. محمدحسین استکی
2. حسن کامران دستجردی
3. نیره اخوان بیطرف
4. حمیدرضا فولادگر
5. محمدتقی رهبر

دوره هشتم
1. نیره اخوان بیطرف
2. محمدتقی رهبر
3. محمدکریم شهرزاد
4. حمیدرضا فولادگر
5. حسن کامران دستجردی

دوره نهم
1. حسن کامران دستجردی
2. حمیدرضا فولادگر
3. احمد سالک کاشانی
4. نیره اخوان بیطرف
5. عباس مقتدایی خوراسگانی

دوره دهم
1. حمیدرضا فولادگر
2. ناهید تاج‌الدین
3. حیدر علی عابدی
4. احمد سالک کاشانی
5. حسن کامران دستجردی[۳]

دوره یازدهم
1. امیرحسین بانکی پور فرد
2. عباس مقتدایی خوراسگانی
3. زهرا شیخی مبارکه
4. مهدی طغیانی
5. حسین میرزایی

دوره دوازدهم
1. امیرحسین بانکی پور فرد
2. عباس مقتدایی خوراسگانی
3. مهدی طغیانی
4. رسول بخشی دستجردی
5. حامد یزدیان

## پی‌نوشت و منبع
1. ↑  «پایگاه اینترنتی مرکز آمار ایران-آمار سال ۱۳۹۰» (PDF). بایگانی‌شده از اصلی (PDF) در ۳ ژوئیه ۲۰۱۴. دریافت‌شده در ۲۹ فوریه ۲۰۱۶.
2. ↑  «نام و تعداد نمایندگان مورد نیاز حوزه‌های انتخابیه در انتخابات یازدهمین دوره مجلس شورای اسلامی – ۱۳۹۸» (PDF). پایگاه اینترنتی متعلق به وزارت کشور. دریافت‌شده در ۲۳ ژوئن ۲۰۲۲.[پیوند مرده]
3. ↑  میاندوره‌ای ۲۹ اردیبهشت ۱۳۹۶، جایگزین مینو خالقی نفر سوم که رأیش ابطال شده‌بود

- «جدول حوزه‌های انتخابیه در انتخابات نهمین دورهٔ مجلس شورای اسلامی» (PDF). مرکز پژوهش و سنجش افکار صدا و سیما. بایگانی‌شده از اصلی (PDF) در ۵ اكتبر ۲۰۱۸. دریافت‌شده در ۲۹ فوریه ۲۰۱۶. تاریخ وارد شده در |archive-date= را بررسی کنید (کمک)
- «طرح اصلاح قانون تعیین محدودهٔ حوزه‌های انتخاباتی مجلس شورای اسلامی». مرکز پژوهش‌های مجلس شورای اسلامی. ۲۰ تیر ۱۳۹۱. بایگانی‌شده از اصلی در ۲۲ ژوئیه ۲۰۱۵. دریافت‌شده در ۲۹ فوریه ۲۰۱۶.
- «نتایج سرشماری عمومی نفوس و مسکن ۱۳۹۰، جمعیت شهرستان‌های کشور» (PDF). درگاه ملی آمار. بایگانی‌شده از اصلی (PDF) در 11 مارس 2013. دریافت‌شده در شهریور ۱۳۹۰. تاریخ وارد شده در |تاریخ بازدید= را بررسی کنید (کمک)

1. ↑  https://www.didbaniran.ir/%D8%A8%D8%AE%D8%B4-%D8%B3%DB%8C%D8%A7%D8%B3%DB%8C-3/180880-%D9%86%D8%AA%D8%A7%DB%8C%D8%AC-%D9%86%D9%87%D8%A7%DB%8C%DB%8C-%D8%A7%D9%86%D8%AA%D8%AE%D8%A7%D8%A8%D8%A7%D8%AA-%D9%85%D8%AC%D9%84%D8%B3-%D8%AF%D9%88%D8%A7%D8%B2%D8%AF%D9%87%D9%85-%D8%A7%D8%B3%D8%A7%D9%85%DB%8C